# Ángel Manuel Soto
Ángel Manuel Soto (Santurce, 28 de enero de 1983) es un director, productor y guionista estadounidense.

## Primeros años
Ángel Manuel Soto nació en Santurce, un barrio de San Juan, Puerto Rico. Sus padres eran un vendedor de coches y una azafata. Durante su juventud, Soto practicó el fútbol y el boxeo, lo que inspiró algunos de sus proyectos posteriores. Cuando creció, estudió arquitectura y cine documental y escritura. Soto comenzó su carrera como productor de televisión y más tarde trabajó en la dirección artística de una agencia de publicidad local.

## Carrera
Antes de trabajar en su primer cortometraje, Soto trabajó en la boutique Standard Style de Kansas City. Durante ese tiempo, alquiló todas las habitaciones de su casa y durmió en el suelo durante 2 meses para ahorrar dinero. En 2009, Soto estrenó el cortometraje 22weeks, que acabó ganando múltiples premios, incluido el Bronze Telly Award en 2010. Después de eso, ha estrenado una variedad de cortometrajes, cortos documentales y largometrajes, incluyendo La Granja y El Púgil. Ambas películas fueron nominadas a varios premios cinematográficos en festivales de cine, como el Festival de Cine Latino de Chicago, el Festival de Cine de Miami y el Festival de Cine de Tribeca.
En 2018, se anunció que Soto dirigiría Charm City Kings, una película basada en el documental de 2013 12 O'Clock Boys. La película tuvo su estreno mundial en el Festival de Cine de Sundance el 27 de enero de 2020, donde acabó ganando el premio especial del jurado por su conjunto.
El estreno de la película estaba previsto para el 10 de abril de 2020 por Sony Pictures Classics, pero fue reprogramada para el 14 de agosto de 2020 debido a la pandemia de COVID-19. En mayo de 2020, se anunció que HBO Max había adquirido los derechos de distribución de la película. Se estrenó el 8 de octubre de 2020.
En febrero de 2021, Soto fue anunciado como director de Blue Beetle para DC Films y Warner Bros con guion del escritor de origen mexicano Gareth Dunnet-Alcocer y protagonizada por Xolo Maridueña.  El alter ego del superhéroe es un adolescente mexicano-americano llamado Jaime Reyes. En marzo de 2021, se anunció que Soto también dirigiría una próxima película de Transformers, junto con el guionista Marco Ramírez.
Blue Beetle, se estrenó en agosto de 2023 siendo la primera película de DC con un superhéroe latino como protagonista. 

## Filmografía

### Cortos
| Año  | Título                                     | Director | Productor | Guionista | Editor | Cinematógrafo | Notas                                                  |
| ---- | ------------------------------------------ | -------- | --------- | --------- | ------ | ------------- | ------------------------------------------------------ |
| 2009 | 22weeks                                    | Sí       | Sí        | Sí        | Sí     |               | Also visual effects supervisor and production designer |
| 2011 | En la Privacidad de mi Hogar               | Sí       | Sí        | Sí        | Sí     | Sí            |                                                        |
| 2011 | La Carta                                   | Sí       | Sí        | Sí        | Sí     |               |                                                        |
| 2012 | El Gallo                                   | Sí       | Sí        | Sí        |        |               |                                                        |
| 2015 | The Second Line: A Parade Against Violence | Sí       |           |           |        |               |                                                        |
| 2016 | Repensando a Cuba                          | Sí       |           |           |        |               |                                                        |
| 2016 | Inside Trump's America                     | Sí       |           |           |        |               | Video                                                  |
| 2016 | I Struggle Where You Vacation              | Sí       |           |           |        |               |                                                        |
| 2016 | El Púgil                                   | Sí       | Sí        | Sí        | Sí     | Sí            | Documentary                                            |
| 2016 | Bashir's Dream                             | Sí       |           |           | Sí     |               | Documentary                                            |
| 2018 | Dinner Party                               | Sí       | Sí        |           |        |               |                                                        |

### Cine
| Año  | Título                         | Director | Productor | Guionista |
| ---- | ------------------------------ | -------- | --------- | --------- |
| 2015 | La Granja                      | Sí       | Sí        | Sí        |
| 2020 | Charm City Kings               | Sí       |           |           |
| 2023 | Blue Beetle                    | Sí       |           |           |
| TBA  | Untitlted Transformers Project | Sí       |           |           |